# Ascoseirales
Ascoseirales es un orden de la clase Phaeophyceae (algas pardas).  Es un orden monotípico que contiene una única especie, Ascoseira  mirabilis Skottsberg.